# Bispado de Ösel-Wiek
| Estado eclesiástico do Sacro Império Romano |                                                                            |   |
| \| \| 1228 — 1560 \| → \| |                                                                            |   |
| O Bispado de Ösel-Wiek (em vermelho, no alto, na Estônia continental e nas ilhas de Dagö (Hiiumaa) e Ösel (Saaremaa)) dentro da Confederação da Livônia, 1260 |                                                                            |   |
| Capital | Leal (Lihula) Perona (Vana-Pärnu) Hapsal (Haapsalu) Arensburg (Kuressaare) |   |
| Idiomas | Plattdeutsch, estônio                                                      |   |
| Religião | Catolicismo Romano                                                         |   |
| Forma de governo | Principado                                                                 |   |
| Príncipe-Bispo |                                                                            |   |
| - 1228-29 | Gottfried (primeiro)                                                       |   |
| - 1552–60 | Johannes V von Münchhausen (último)                                        |   |
| História | Idade Média                                                                |   |
| - Criação | 1 de outubro de 1228                                                       |   |
| - Vendido para a Dinamarca | 1560                                                                       |   |
| | 1228 — 1560                                                                | → |

O Bispado de Ösel-Wiek (estônio: Saare-Lääne piiskopkond; alemão: Bistum Ösel-Wiek; Plattdeutsch: Bisdom Ösel-Wiek; latim moderno: Ecclesia Osiliensis) foi um príncipe-bispado católico romano semi-independente onde estão atualmente as regiões de Saare e Lääne, na Estônia.
O bispado foi criado como um Estado do Sacro Império Romano-Germânico em 1 de outubro de 1228, por Henrique, Rei dos Romanos. Um dos cinco membros da Confederação da Livônia, a sede do bispado foi sucessivamente: Leal (Lihula), Perona (Vana-Pärnu), Hapsal (Haapsalu) e o castelo de Arensburg (Kuressaare) na ilha de Ösel (Saaremaa); a catedral e o capítulo permaneceram em Hapsal. Administrativamente o Estado foi dividido em dois bailiatos (advocaciae, Vogteien). O bispo era também o senhor da Ordem Teutônica sobre seus feudos no território do bispado.
O principado deixou de existir em 1560, quando seu último príncipe-bispo, Johannes V von Münchhausen, vendeu-o para a Dinamarca. O irmão do rei Frederico II da Dinamarca, Magnus, duque de Holstein, foi eleito bispo em 13 de maio de  1560, apesar de ser luterano. A Dinamarca cedeu Wiek (região de Lääne) à República das Duas Nações em troca de partes de Ösel pertencentes a Ordem da Livônia. Mais tarde, Ösel tornou-se uma possessão da Dinamarca.

## Bispos e Príncipes-Bispos
- Gottfried, 1228–29, viveu até 1257
- Vago
- Henrique I, 1234–60
- Hermann I de Becheshovede (Buxhoevden), 1262–85?
- Henrique II, 1290–94
- Vago
- Konrad I 1297?–1307?
- Vago
- Hartung, 1310–21, morto em 1323
- Jakob, 1322–37
- Hermann II Osenbrügge (de Osenbrygge), 1338–62
- Konrad II, 1363–74
- Henrique III, 1374–81
- Vago
- Winrich von Kniprode, 1385–1419
- Caspar Schuwenflug, 1420–23
- Christian Kuband, 1423–32
- Johannes I Schutte, 1432–38
- Ludolf Grove, 1449–58 (em Ösel e Dagö, 1449–57) com
- Johannes II Creul (Kreuwel), 1439–57 (1449 em Wiek)
- Vago
- Jodokus Hoenstein, 1458–71
- Peter Wetberch, 1471–91
- Johannes III Orgas (Orgies), 1491–1515
- Johannes IV Kyvel (Kievel), 1515–27
- Georg von Tiesenhausen, 1527–30
- Reinhold Buxhoevden, 1532–41, morto em 1557
- Johannes V von Münchhausen, 1542–60
- Magnus da Livônia (também Príncipe da Dinamarca e Duque de Holstein), 1560–72 (bispo protestante, morto em 1583)